# San Antonio de la Cal (Querétaro)
San Antonio de la Cal es una localidad del estado mexicano de Querétaro. Es parte del municipio de Tolimán.

## Demografía
| Censo | Población |
| ----- | --------- |
| 1900  | 549       |
| 1910  | 665       |
| 1921  | 679       |
| 1930  | 756       |
| 1940  | 665       |
| 1950  | 755       |
| 1960  | 818       |
| 1970  | 174       |
| 1980  | 517       |
| 1990  | 1 655     |
| 1995  | 1 692     |
| 2000  | 2 178     |
| 2005  | 2 500     |
| 2010  | 2 721     |
| 2020  | 3 252     |